# صفي خاني (الريف الشرقي)
صفي خاني (بالفارسية: صفی‌خونی) هي قرية تقع في إيران في قسم الريف الشرقي الريفي. يقدر عدد سكانها بـ 88 نسمة بحسب إحصاء 2016.